# HD236470
HD236470 є хімічно пекулярною зорею
спектрального класу
A7 й має видиму зоряну величину в
смузі V приблизно  9,7.
Вона знаходиться  у сузір'ї Кассіопея.